# George Strait
George Harvey Strait Sr. (* 18. května 1952 Poteet) je americký country zpěvák, skladatel, herec a hudební producent. Prodal více než 120 milionů desek po celém světě, což z něj dělá jednoho z nejprodávanějších hudebních umělců všech dob. Ve Spojených státech prodal 70 milionů desek, což ho řadí na 12. místo ve statistikách RIAA. 33 jeho alb bylo certifikovaných jako platinových nebo zlatých, což je americký rekord. Drží též americký rekord v počtu písní na čele hitparády, bez ohledu na žánr. V roce 2000 byl Akademií country hudby jmenován umělcem desetiletí. V roce 2003 obdržel National Medal of Arts. Roku 2006 byl uveden do Country Music Hall of Fame. Roku 2009 získal cenu Grammy za album Troubadour. Je považován za průkopníka novotradiční country (neotraditional country či hardcore country). Je proslulý svou autentickou kovbojskou image.